# محمد خليل بن شعبان
محمد خليل بن شعبان سباح تونسي من مواليد 13 جانفي 2004. تحصل على ميدالية برونزية في سباق 400 متر سباحة حرة في دورة الألعاب العربية 2023.

## مواضيع ذات صلة
- دورة الألعاب العربية 2023
- تونس في دورة الألعاب العربية 2023